# Dominikia tabori
Dominikia tabori är en skalbaggsart som först beskrevs av Reichardt 1962.  Dominikia tabori ingår i släktet Dominikia och familjen kapuschongbaggar. Inga underarter finns listade i Catalogue of Life.